# 許月珍
許月珍（フォ・ユンツィア）は、漫画原作者・評論家の大塚英志のペンネームである。

## 概要
2000年に大塚英志は、テレビドラマ『多重人格探偵サイコ/雨宮一彦の帰還』のノベライズ小説『多重人格探偵サイコ FAKE』（角川スニーカー文庫）を許月珍(フォ・ユンツィア）名義で執筆した。許月珍は台湾人の留学生で「物語環境開発（大塚英志事務所）」のスタッフであるという設定であった。同時に『多重人格探偵サイコ FAKE』の著者プロフィールにて、1990年代中頃に『魍魎戦記MADARAシリーズ』の一作の『MADARA四神篇』（原作：大塚英志、作画：星樹）が台湾限定で連載された時の中国語翻訳を「MADARA PROJECT」名義で担当したのと、1996年に香港のコミック『超神Z』(作画：司徒剣僑) が日本で刊行された時の日本語翻訳を「MADARA PROJECT」名義で担当したのが許月珍であったという設定が後付けで追加された。
2001年に、大塚英志は許月珍の存在をリアルなものとするために、論壇誌『中央公論』2001年9月号にメディアと大衆操作を論じた論文「自民党がいいねと君が言ったから29日はシシロー記念日」を許月珍名義で発表した。なお、このタイトルは編集部によるもので、後に『戦後民主主義のリハビリテーション』（角川文庫：2005年）に再録された時に、本来のタイトルである「メイキングつきの政治」に戻された。同論文は、小泉純一郎首相がメディア操作によっていかに作られたかを分析するという内容で、一国の首相が広告代理店によってキャラクター化しているのを、許月珍という仮構のキャラクターが批評するという趣向であった。
2005年に、大塚英志の著書『戦後民主主義のリハビリテーション』（角川文庫）のあとがきで、許月珍が大塚英志のペンネームである事が明らかにされた。

## 許月珍の仮構の設定
以下、本節の記述は全て大塚英志が作成した仮構の設定である。
許月珍（フォ・ユンツィア 拼音:HUI YUTJAN、1972年1月 - 、台湾・霧社生まれ）は台湾人の翻訳家、おたく文化研究者、小説家、「物語環境開発（大塚英志事務所）」の元スタッフである。
兵役終了後、大学で社会学を学んだあと、日本に留学。専攻はカルチュラルスタディーズ。主な論文に『オタク文化のアジア的受容と変質』がある。
1990年代中頃に、魍魎戦記MADARAシリーズの一作『MADARA四神篇』（作画：星樹）が、台湾のコミック誌『FIRST』に連載された時に、原稿の日本語から中国語への翻訳を「MADARA PROJECT」名義でアルバイトで担当した。
1990年代後半に、白倉由美のサイン会が台湾の高島屋デパートで開かれた時にやって来た白倉のファンの一人が許月珍であった。この時、白倉に同行していた大塚英志は、許月珍が「大塚と宮台真司の「乙女ちっくまんが」に対する評価の違い」について、大塚に日本語で質問して来たのがきっかけで知りあった。また、大塚はこの時初めて、許月珍が『MADARA四神篇』が台湾限定で連載された時の日本語翻訳の担当者だったのを知った。
日本の大学院に1997年から2000年の3年間、社会学の学生として留学する。日本滞在中に、上記の大塚英志との縁がきっかっけで「物語環境開発（大塚英志事務所）」のスタッフとして働くことになる。
2000年、テレビドラマ『多重人格探偵サイコ/雨宮一彦の帰還』(キー局:WOWOW、放送期間:2000年5月2日 ～5月7日、全六話、監督：三池崇史、原作・企画・脚本・プロデュース・キャスティング:大塚英志）が放送された時に、許月珍はテレビドラマのノベライズ小説『多重人格探偵サイコ FAKE』（角川スニーカー文庫）の執筆を担当した。
同年、台湾史上初めて選挙による政権交代が実現したのがきっかけで帰国した。帰国後は陳水扁民進党新政権の、文化関係の政策を立案するグループに就職。日本文化と台湾がどう関わったらいいのかを日々、研究・分析している。
2001年、『中央公論』2001年9月号掲載の論文「自民党がいいねと君が言ったから29日はシシロー記念日」で論壇デビューした。

## 作品
論文
- 『オタク文化のアジア的受容と変質』
  - いわゆる「おたく文化」が汎アジア化しながら、その受容の過程で文化ごとに意味の取り違えや興味深いディスコミュニケーションが起きているの論じたもの[6]。架空の論文である。
- 『メイキングつきの政治』
  - 「メディアと大衆操作」をテーマに、当時の小泉純一郎首相がメディア操作によっていかに作られたかを分析したもの[3]。
  - 初出は『中央公論』2001年9月号である。『中央公論』掲載時に編集部によって『自民党がいいねと君が言ったから29日はシシロー記念日』という題名に変更されたが、『戦後民主主義のリハビリテーション』（大塚英志著、角川文庫：2005年）に再録された時に、本来のタイトルである『メイキングつきの政治』に戻された[3]。

コミック翻訳
- 『MADARA四神篇』（原作：大塚英志、作画：星樹、2003年9月角川書店にて角川コミックス・エースで刊行、ISBN 4047135712）
  - 1994年頃に台湾のコミック誌『FIRST』に[7]台湾限定で連載された。許月珍は『FIRST』連載時に原稿の日本語から中国語への翻訳を「MADARA PROJECT」名義で担当した[8]。
- 『超神Z』(作画：司徒剣僑、1996年6月メディアワークスにてcomics EXで刊行、ISBN 4073046454) 
  - 香港のコミック。許月珍は中国語から日本語への翻訳を「MADARA PROJECT」名義で担当した[5]。
- 『水滸伝』(作画：梁偉家、オークラ出版)[5]。
  - 台湾のコミック[11]。許月珍は中国語から日本語への翻訳を担当した。架空のコミックである[11]。

ノベライズ小説
- 『多重人格探偵サイコ FAKE』 全3巻（1〜3巻全て角川スニーカー文庫：2000年）
- 『多重人格探偵サイコ・フェイク』 （角川書店：2002年）
  - 上記の許月珍による「多重人格探偵サイコ FAKE」角川スニーカー文庫全３巻を再編集して1冊にまとめて大塚英志が加筆したもの。

インタビュー
- 『映像版「サイコ」がおたく映画であるためにぼくがしたこと』
  - 許月珍による大塚英志インタビュー。『サイコエース Vol.1（月刊少年エース2000年5月増刊号）』掲載。

## 脚註
1. ↑  大塚英志『物語消費論改』（アスキー新書：2012年）83ページ
2. ↑  大塚英志『多重人格探偵サイコ・フェイク』（角川書店：2002年）372ページ
3. 1 2 3  大塚英志『戦後民主主義のリハビリテーション――論壇でぼくは何を語ったか』（角川文庫：2005年）633ページ
4. ↑  この表記は『多重人格探偵サイコ FAKE』 第１巻（原作：大塚英志、許月珍著、角川スニーカー文庫：2000年）の表紙による）
5. 1 2 3  『多重人格探偵サイコ FAKE』 第１巻（原作：大塚英志、許月珍著、角川スニーカー文庫：2000年）のそでの著者プロフィール
6. 1 2 3 4  『多重人格探偵サイコ・フェイク』（大塚英志、角川書店：2002年）371ページ
7. 1 2  『MADARA影』p.158の「MADARA」現代版関係図
8. 1 2 3 4 5  『多重人格探偵サイコ・フェイク』（大塚英志、角川書店：2002年）372ページ
9. ↑  『多重人格探偵サイコ FAKE』 第3巻（原作：大塚英志、許月珍著、角川スニーカー文庫：2000年）136ページ
10. ↑  『多重人格探偵サイコ FAKE』 第2巻（原作：大塚英志、許月珍著、角川スニーカー文庫：2000年）あとがき
11. 1 2  『多重人格探偵サイコ・フェイク』（大塚英志、角川書店：2002年）373ページ